# Estación de Civitavecchia
La estación de Civitavecchia es la principal estación ferroviaria del municipio italiano de Civitavecchia, en la región del Lacio.

## Historia y situación
La estación de Civitavecchia fue inaugurada en el año 1859 con la puesta en servicio del tramo Roma - Civitavecchia de la línea Roma - Pisa, también conocida como la Ferrovia Tirrenica.
Se encuentra ubicada en el borde norte del núcleo urbano de Civitavecchia. Cuenta con cuatro andenes, tres centrales y otro lateral, a los que acceden cinco vías pasantes y dos vías término. A estas vías hay que sumarle la existencia de una amplia playa de vías para el estacionamiento y apartado de material.
En términos ferroviarios, la estación se sitúa en la línea Roma Termini - Pisa Central.

## Servicios ferroviarios
Los servicios ferroviarios de esta estación están prestados por Trenitalia:

### Larga distancia
Frecciabianca
- Roma Termini - Civitavecchia - Orbetello-Monte Argentario - Grosseto - Cecina - Livorno Central - Pisa Central - Viareggio - Massa - La Spezia - Chiavari - Rapallo - Génova Brignole - Génova Plaza Príncipe - Alessandria - Asti - Turín Lingotto - Turín Puerta Nueva

Intercity
- Salerno - Nápoles Central - Aversa - Formia-Gaeta - Latina - Roma Termini - Civitavecchia - Orbetello-Monte Argentario - Grosseto - Cecina - Livorno Central - Pisa Central - Viareggio - Massa - La Spezia - Chiavari - Rapallo - Génova Brignole - Génova Plaza Príncipe - Alessandria - Asti - Turín Lingotto - Turín Puerta Nueva
- Roma Termini - Roma Ostiense - Civitavecchia - Grosseto - Follonica - Cecina - Livorno Central - Pisa Central - Viareggio - Massa - La Spezia - Chiavari - Rapallo - Génova Brignole - Génova Plaza Príncipe - Savona - Finale Lugure Marina - Albenga - Alassio - Diana Marina - Imperia Porto Maurizio - San Remo - Bordighera - Ventimiglia

Intercity Notte
- Salerno - Nápoles Central - Aversa - Formia-Gaeta - Latina - Roma Termini - Civitavecchia - Orbetello-Monte Argentario - Grosseto - Cecina - Livorno Central - Pisa Central - Viareggio - Massa - La Spezia - Chiavari - Rapallo - Génova Brignole - Génova Plaza Príncipe - Alessandria - Asti - Turín Lingotto - Turín Puerta Nueva

### Regionales
Mediante los servicios Regionale y Regionale Veloce mantiene rutas con origen en Roma Termini y con destinos a Grosseto y Pisa Central, ambas con numerosas frecuencias a lo largo del día.

### Ferrovia Regionali Lazio
A la estación llegan los trenes que operan en la línea  perteneciente a la red de trenes de cercanías metropolitanos de Roma.
- Roma Termini - Civitavecchia (- Pisa Central).